# Club Deportivo Universidad Católica (Equador)
Club Deportivo Universidad Católica del Ecuador é um time de futebol equatoriano, sediado na cidade de Quito, fundado no dia 15 de maio de 1963.
Manda seus jogos no Estádio Olímpico Atahualpa com capacidade total de 39.818 pessoas. Atualmente disputa o Campeonato Equatoriano da primeira divisão.

## Títulos

### Nacionais
- Campeonato Equatoriano da 2ª Divisão: 3 (1990, 2007, 2012)
- Campeonato Equatoriano da 3ª Divisão: 1 (1998)

### Destaques
- Vice-campeonato Equatoriano: 2 (1973 e 1979)
- Vice-campeonato Equatoriano da 2ª Divisão: 6 (1972-E2, 1989-E1, 2005-C, 2006-E1, 2006-E2, 2009)

## Jogadores notáveis
- Alcerino Barbosa
- Enrique Vera
- Omar Guerra
- Óscar Bagüí
- Alex Bolaños
- Juan Carlos Burbano
- Polo Carrera
- Gabriel Espinosa
- Ítalo Estupiñán
- Juan Carlos Godoy
- Raúl Guerrón
- Walter Iza
- Cristian Mora
- Santiago Morales
- Marco Mosquera
- Luis Preti
- Mario Enrique Raffart
- Jorge Ron
- Juan Triviño
- Éder Valencia

### Participações em competições daConmebol

Panorâmica do Estadio Olímpico Atahualpa.

| Competição                | Edição                        |
| ------------------------- | ----------------------------- |
| Conmebol Libertadores (3) | 1974, 1980, 2021.             |
| Conmebol Sudamericana (5) | 2014, 2015, 2016, 2017, 2019. |

## Ligação externa
- «Sítio oficial»(em castelhano)